# Matelica
Matelica település Olaszországban, Marche régióban, Macerata megyében. Lakosainak száma 9170 fő (2023. január 1.). Matelica Castelraimondo, Cerreto d’Esi, Esanatoglia, Fiuminata, Gagliole, San Severino Marche, Apiro, Fabriano és Poggio San Vicino községekkel határos.

## Népesség
A település lakossága az elmúlt években az alábbi módon változott:
| Lakosok száma | 9870 | 9665 | 9170 |
|               | 2017 | 2018 | 2023 |